# Bruno Galliker
Bruno Galliker (* 29. Dezember 1931 in Emmenbrücke; † 27. Mai 2020 in Zürich) war ein Schweizer Leichtathlet, der bei Europameisterschaften zwei Medaillen gewann. Nach seiner Sportkarriere war er Sportreporter beim Schweizer Radio.

## Biografie
Nach einer Lehre als Bankkaufmann kam Bruno Galliker mit 23 Jahren zur Leichtathletik. Bis 1957 startete er für den BTV Luzern und wechselte nach seinem Umzug nach Zürich in die Leichtathletikabteilung des TV Unterstrass.
Im Halbfinal der Europameisterschaften 1958 in Stockholm stellte Galliker mit 51,8 s einen neuen Schweizer Rekord im 400-Meter-Hürdenlauf auf und qualifizierte sich als Zweiter seines Laufs hinter Juri Litujew aus der Sowjetunion für den Final. In diesem konnte er seinen Rekord einstellen und gewann Bronze hinter Litujew und dem Norweger Per-Owe Trollsås. Mit der Schweizer 4-mal-400-Meter-Staffel konnte sich Galliker nicht für den Final qualifizieren.
Bei den Olympischen Spielen 1960 in Rom gewann Galliker seinen Vorlauf mit 51,0 s, im Halbfinal konnte er sich mit einer Hundertstelsekunde Vorsprung auf Salvatore Morale für den Final qualifizieren. In diesem belegte er mit 51,0 s den sechsten und letzten Platz. Dank dieser Leistung wurde er zum Schweizer Sportler des Jahres gewählt.
1962 schied Galliker im Halbfinal des 400-Meter-Hürdenlaufs der Europameisterschaften in Belgrad mit 51,3 s aus. Die Schweizer 4-mal-400-Meter-Staffel konnte sich als Vorlaufdritte für den Final qualifizieren. In diesem gewann die Staffel mit einem neuen Landesrekord von 3:07,0 min die Bronzemedaille in der Besetzung Bruno Galliker, Marius Theiler, Hansruedi Bruder und Jean-Louis Descloux. Insgesamt gewann er acht Schweizer-Meister-Titel.
Nach Beendigung seiner aktiven Laufbahn als Leichtathlet arbeitete Bruno Galliker als Sportreporter und war über mehrere Jahrzehnte eine der bekanntesten Stimmen des Deutschschweizer Radios.
Er verstarb im Alter von 88 Jahren nach einem Selbstunfall in Zürich.